# Rubiesichthys
Rubiesichthys is een geslacht van uitgestorven nektonische carnivore straalvinnige beenvissen.
De typesoort is Rubiesichthys gregalis Wenz, 1984.